# Aarahaa
Aarahaa est une petite île inhabitée des Maldives.

## Géographie
Aarahaa est située au Sud des Maldives, au Sud-Ouest de l'atoll Hadhdhunmathi, dans la subdivision de Laamu.